# Riva (empresa)
Riva é uma fabricante de artigos de luxo em aço inox, prata e ouro 24k, localizada na cidade gaúcha de Caxias do Sul. Foi fundada por Rubens Simões em 1988, e é um dos ícones do design brasileiro. Possui uma unidade fabril no Rio Grande do Sul onde conta com cerca de 60 colaboradores. A empresa fabrica mais de 1000 objetos entre faqueiros, saladeiras, centros de mesa, castiçais, jarras e fruteiras em aço inox 18/10, prata e ouro 24K.

## História
Criada em 1988, a história da Riva começa com o retorno de Rubens Simões, então com 21 anos, da Califórnia onde estudava Economia na UCLA. No começo da década de 1980, Simões dividia o tempo entre a escola e a prática de pólo aquático, esporte que treinava no Flamengo, e ainda conseguia alguma folga para surfar. Destaque no clube, logo foi convidado a integrar o time da seleção brasileira e chegou a participar dos Jogos Pan-Americanos de San Juan, em Porto Rico (1979) e do campeonato mundial do esporte na Itália (1981).
Na mesma época, o curso de desenho industrial da PUC –RJ, que começava a freqüentar, não conseguiu capturar sua atenção. Foi nessa época que Simões recebeu uma proposta para cursar economia na Universidade da Califórnia (Ucla), nos Estados Unidos, e integrar o time de pólo aquático da instituição.
Depois da temporada de estudos, Rubens retorna ao Rio com um porta-talheres de aço prateado, um presente para a mãe. Incentivado pelo pai, proprietário da rede de lojas Roberto Simões, Rubens faz sua primeira viagem ao Rio Grande do Sul onde encontrou o grupo que precisava para confeccionar as próximas vinte unidades do porta-talheres.

## Identidade

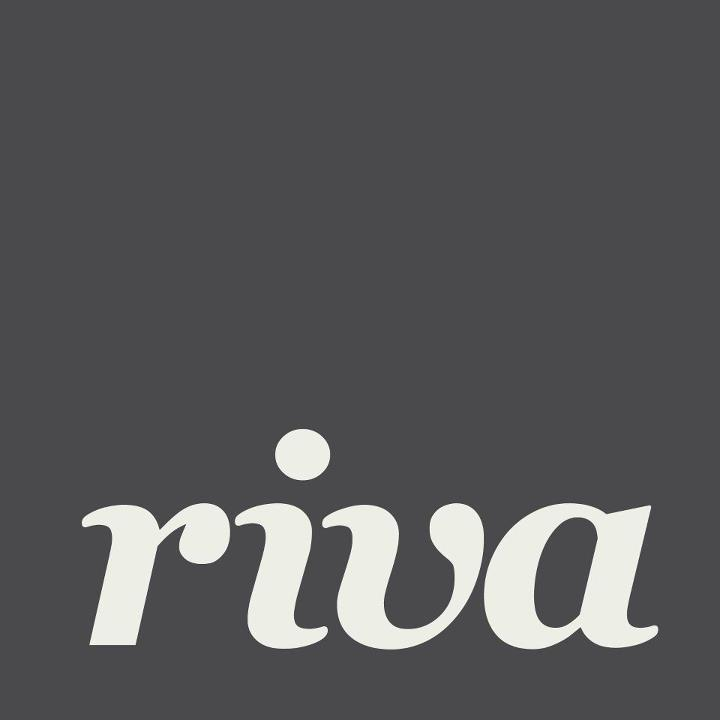
Identidade visual da Riva, recriada em 2010 por Giovanni Bianco

A Riva teve sua identidade visual remodelada em 2010 por Giovanni Bianco, criativo reconhecido por seus trabalhos com Madonna, Ivete Sangalo, Anitta, Miu Miu, Dsquared2, Zegna, Pepe Jeans, Missoni, Car Shoe, Alessandro Dell'Acqua, Vogue Italia, L'Uomo Vogue, e Steven Klein.

## Design
A Riva tornou-se referência no mercado por acumular os mais importantes prêmios do design mundial e criar uma atmosfera artística por trás de peças de utilidades domésticas. Em 2009, dois objetos da Riva estiveram expostos no Museu de Arte Moderna de Nova York, o MoMA: o faqueiro Arthur Casas, inspirado na cobra Jararaca e o jogo saleiro e pimenteiro Murazzo. Em 2012, a Coleção K passa a integrar o catálogo da gift shop do Museu de Arte Contemporânea de Chicago, logo após ser finalista do Prêmio Museu da Casa Brasileira.
No Brasil a marca está presente em mais de 450 pontos de venda enquanto no mercado externo se encontra nas melhoras loja do segmento premium como a Le Bon Marché do grupo LVMH, Lane Crawford de Hong Kong e nos iates da francesa Moonen Yachts.

### Reconhecimento
Apostando no design como ferramenta, a Riva já ganhou os mais importantes prêmios do design mundial como A' Design Award (2019), iF Design Award (2006, 2011, 2013), Reddot Design Award (2008, 2011), Good Design (2009, 2010), Designpreiss (2007, 2011, 2012) além dos nacionais Museu da Casa Brasileira (2007, 2008), Design Excellence Brazil (2009, 2011, 2012) e o Salão Design da Casa Brasil.
Ainda no início de 2013, a Riva recebeu duas vezes o selo alemão iF: um pela fruteira Toledo e outro pela Coleção K, com design inspirado na arquitetura modernista. Não foi a primeira vez que a Riva conquista o prêmio: em 2011 ganhou pela Espagueteira Angiolina, desenhada pelos italianos Irmãos Adriano e em 2006 pelo Jogo Murazzo. O iF é considerado o Oscar do design mundial e já premiou empresas como Apple, BMW e Adidas além de designers como Phillippe Starck.

### Design Assinado
Além do Studio Riva, a oficina criativa da empresa, liderada por Rubens Simões, a Riva já firmou parcerias com grandes nomes do design brasileiro e internacional como irmãos Adriano, Arthur Casas, Cleber Luis, Jacqueline Terpins, Pierre Foulonneau, Ronald Sasson e Zanine de Zanini.
Em 2008, Rubens propôs ao diretor do IED, Francesco Morelli, a criação de uma linha de objetos baseado num concurso entre os alunos da filial brasileira do Instituto. Desse concurso, os alunos Andres Patricio Gonzales Zambra, Giovanna Puglia Neves, Gustavo Cassolari Felix Matias e Gustavo Mitsuharu Matsuy, João Paulo Schendel Bento e Jorge Tamake Junior, sob orientação da professora Daniely Von Atzingen criaram a coleção IED para a Riva.
Com os Irmãos Adriano a Riva criou a Angiolina, uma espagueteira baseada em latas de tomate cuja vó dos designers usava para cozinhar massa durante a II Guerra Mundial, o resultado foi uma peça vencedora do iF Design Award 2011 e do norte-americano Good Design 2010.
Arthur Casas, um dos mais renomados arquitetos brasileiros, criou junto com a Riva o Faqueiros que leva seu nome, unindo brasilidade à formas contemporâneas. O faqueiro ficou exposto no MoMA de Nova York.

### Sustentabilidade
A Riva usa do reaproveitamento das chapas de aço inox 18/10 para criar objetos de luxo: a designer Jaqueline Terpins criou a Coleção Trama com base nos retalhos de aço da produção de outros objetos da marca. Já com a coleção Sava, Simões utilizou poucos retalhos da produção para criar a saladeira ícone da coleção: três filetes sustentam o vidro suspenso, formando um mosaico moderno.
Além do uso criativo dos resíduos, a fábrica da empresa segue os padrões ambientais internacionais ao fazer a condição reversa de todas as etapas de sua produção - da água utilizada à recuperação total dos metais contidos nos resíduos galvânicos, processos certificados com o selo alemão WRC de reciclagem.

## Prêmios
| Ano  | Prêmio                   | Objetos Premiados                                                          | Designer                       | Nacionalidade  |
| ---- | ------------------------ | -------------------------------------------------------------------------- | ------------------------------ | -------------- |
| 2006 | iF Design Award          | Jogo Saleiro e Pimenteiro Murazzo                                          | Rubens Simões                  | Alemanha       |
| 2007 | Designpreiss             | Jogo Saleiro e Pimenteiro Murazzo                                          | Rubens Simões                  | Alemanha       |
| 2007 | Museu da Casa Brasileira | Balde Ritz                                                                 | Cléber Luis                    | Brasil         |
| 2008 | Red Dot                  | Faqueiro Arthur Casas, Sopeira Arthur Casas, Bandeja Quadrada Arthur Casas | Arthur casas                   | Alemanha       |
| 2008 | Museu da Casa Brasileira | Faqueiro Arthur Casas                                                      | Arthur Casas                   | Brasil         |
| 2009 | Design Excellence Brasil | Talheres para Espaguete Manuela                                            | Rubens Simões                  | Brasil         |
| 2009 | Good Design              | Jogo de Chá e Café Gioia, Linha Sava                                       | Rubens Simões                  | Estados Unidos |
| 2010 | Good Design              | Espagueteira Angiolina                                                     | Irmãos Adriano                 | Estados Unidos |
| 2011 | iF Design Award          | Espagueteira Angiolina                                                     | Irmãos Adriano                 | Alemanha       |
| 2011 | Red Dot                  | Linha Riva Del Garda                                                       | Rubens Simões                  | Alemanha       |
| 2011 | Design Excellence Brasil | Espagueteira Angiolina, Porta Adoçante Roselle                             | Irmãos Adriano, Rubens Simões  | Brasil         |
| 2011 | Designpreis              | Exemplo Jogo de Chá e Café Gioia, Linha Sava                               | Rubens Simões                  | Estados Unidos |
| 2012 | Designpreis              | Espagueteira Angiolina                                                     | Irmãos Adriano                 | Alemanha       |
| 2012 | Design Excellence Brasil | Balde Termico para Sorvete com Concha Veneza                               | Rubens Simões                  | Brasil         |
| 2013 | iF Design Award          | Fruteira Toledo, Coleção K                                                 | Rubens Simões, Guilherme Wentz | Alemanha       |
| 2014 | Museu da Casa Brasileira | Garrafas Mediterraneo                                                      | Rubens Simões                  | Brasil         |
| 2015 | iF Design Award          | Garrafas Mediterraneo                                                      | Rubens Simões                  | Alemanha       |
| 2019 | A' Design Award          | Centro de Mesa Slice                                                       | Ronald Sasson                  | Itália         |
| 2022 | A' Design Award          | Vaso Leaf                                                                  | Pierre Foulonneau              | Itália         |

## Concorrentes
- Georg Jensen
- Tom Dixon